# Reductio ad absurdum
Reductio ad absurdum (lat. 'återförande på det orimliga') är en argumentationsform som går ut på att man genom en serie slutledningar givet ett visst antagande kommer fram till en slutsats som är orimlig, uppenbart falsk eller en logisk motsägelse. Den orimliga slutsatsen innebär att det ursprungliga antagandet är falskt, och alltså att man har bevisat motsatsen till det som antogs. Metoden har använts sedan antiken, och är vanlig både inom filosofi och i vardagliga resonemang. I matematiska bevis används principen i indirekt bevisföring.

## Exempel
En försvarsadvokat kan resonera så här i en domstol:
| 1. Anta att min klient faktiskt utförde det inbrott han anklagas för.                                                                               |
| 2. Vi vet att brottet begicks strax efter klockan 19.00.                                                                                            |
| 3. Övervakningskameran utanför min klients bostad visar att han lämnade bostaden klockan 18.30.                                                     |
| 4. Vi vet också att avståndet mellan bostaden och brottsplatsen är 229 kilometer.                                                                   |
| 5. Detta (1, 2, 3 och 4) innebär att min klient måste ha färdats mellan bostaden och brottsplatsen med en medelhastighet på 458 kilometer i timmen. |
| 6. Alltså kan min klient rimligen inte ha utfört inbrottet.                                                                                         |

Slutsatsen (6) motiveras av att (5) är en orimlig konsekvens av antagandena. Om det enda antagande som kan ifrågasättas är (1) måste detta antagande vara falskt, och alltså måste antagandets negation vara sann.

## Satslogik
I modern satslogik bygger metoden på resonemanget
Om p ⊢ ~p, så ⊢ ~p
Om det går att härleda påståendet icke-p ur antagandet p, måste det betyda att antagandet är falskt och att icke-p är sant. Symbolen ⊢ uttrycker i det här exemplet att en sats kan härledas, antingen ur en annan sats eller givet tidigare slutledningssteg. Härledningen av icke-p ser ut så här:
| 1. | p ⊢ ~p           | (antagande)          |
| 2. | ⊢ p →p           | (tautologi)          |
| 3. | ⊢ p → ~p         | (1)                  |
| 4. | ⊢p → (p & ~p)    | (2, 3)               |
| 5. | ⊢ ~(p & ~p) → ~p | (3, kontraposition)  |
| 6. | ⊢ ~(p & ~p)      | (motsägelselagen)    |
| 7. | ⊢ ~p             | (5, 6, modus ponens) |